# NGC 337
NGC 337 је спирална галаксија у сазвежђу Кит која се налази на NGC листи објеката дубоког неба.
Деклинација објекта је - 7° 34' 41" а ректасцензија 0h 59m 49,9s. Привидна величина (магнитуда) објекта NGC 337 износи 11,6 а фотографска магнитуда 12,3. Налази се на удаљености од 20,7000 милиона парсека од Сунца. NGC 337 је још познат и под ознакама MCG -1-3-53, IRAS 00573-0750, PGC 3572.